# Phylloscartes virescens
Phylloscartes virescens е вид птица от семейство Tyrannidae.

## Разпространение
Видът е разпространен в Бразилия, Гвиана, Суринам и Френска Гвиана.